# Neoditrema ransonnetii
Neoditrema ransonnetii är en fiskart som beskrevs av Steindachner, 1883. Neoditrema ransonnetii ingår i släktet Neoditrema och familjen Embiotocidae. Inga underarter finns listade i Catalogue of Life.